# New Jersey Devils
Els New Jersey Devils són un equip professional d'hoquei sobre gel de la National Hockey League. Són membres de la Divisió Atlàntica de la Conferència Est.
L'equip juga com a local a l'Izod Center de Newark (Nova Jersey) de 18.000 espectadors, el pavelló dels New Jersey Nets de l'NBA. Els seus colors són el vermell, el negre i el blanc però el vermell és el predominant. A casa juguen amb jersei vermell i pantalons negres, i a fora juguen amb jersei blanc i pantalons negres.

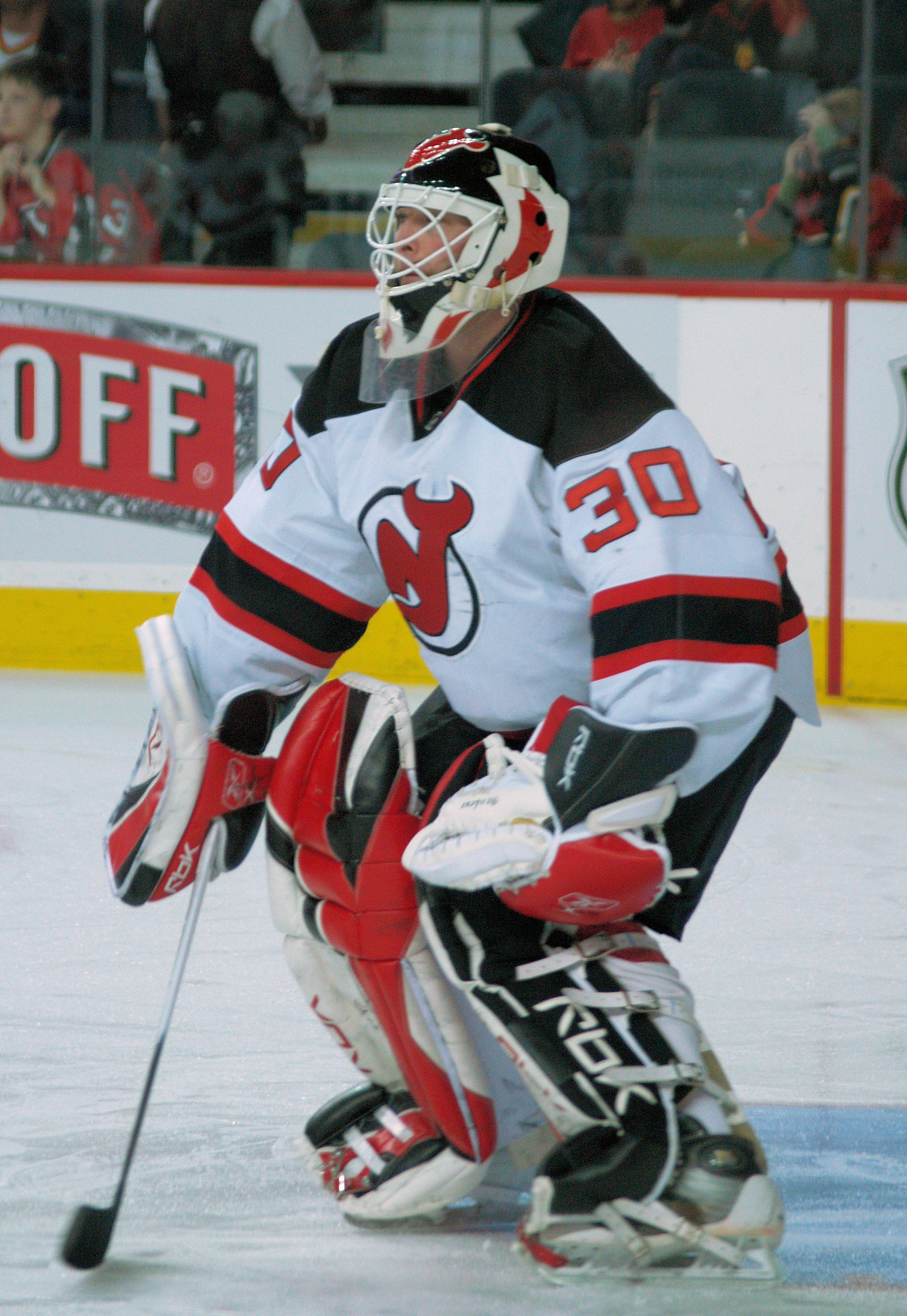
Equipació dels New Jersey Devils

## Història
L'equip fou fundat el 1974 com a Kansas City Scouts però juga a Nova Jersey des del 1982. Els Diables han guanyat tres vegades la Copa Stanley a les temporades 1994-95, 1999-00 i 2002-03. També han guanyat quatre campionats de conferència i sis campionats de divisió, el darrer el 2006.

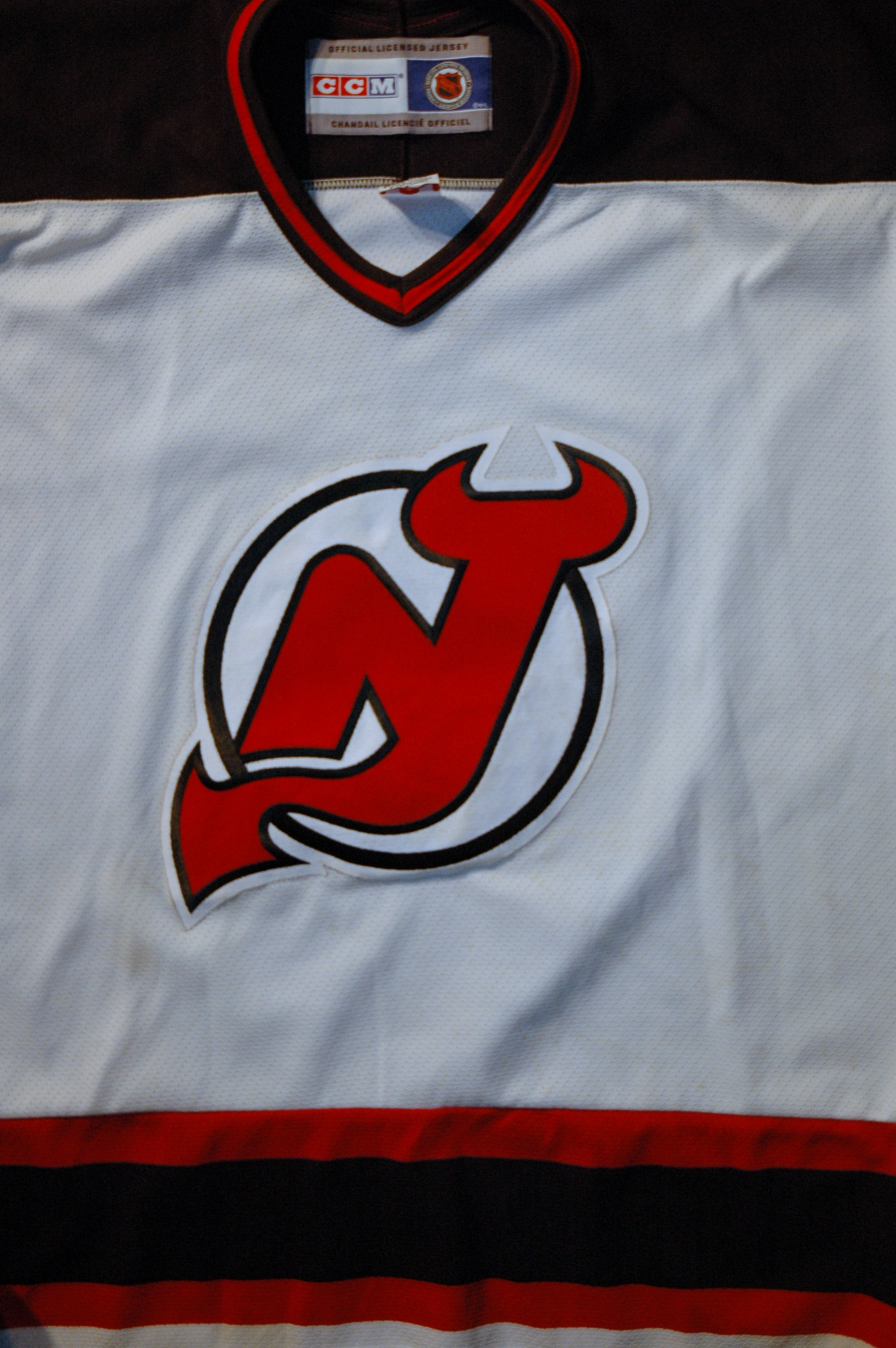
L'escut dels New Jersey Devils.

## Història del nom
- Scouts de Kansas City: 1974-76
- Rockies de Colorado: 1976-82
- Devils de Nova Jersey: 1982-actualitat

## Palmarès
- Copa Stanley: 3 (1994-95, 1999-00, 2002-03)
- Campionats de Conferència: 4 (1994-95, 1999-00, 2000-01, 2002-03)
- Campionats de Divisió: 6 (1996-97, 1997-98, 1998-99, 2000-01, 2002-03, 2005-06)